# Christiansværn

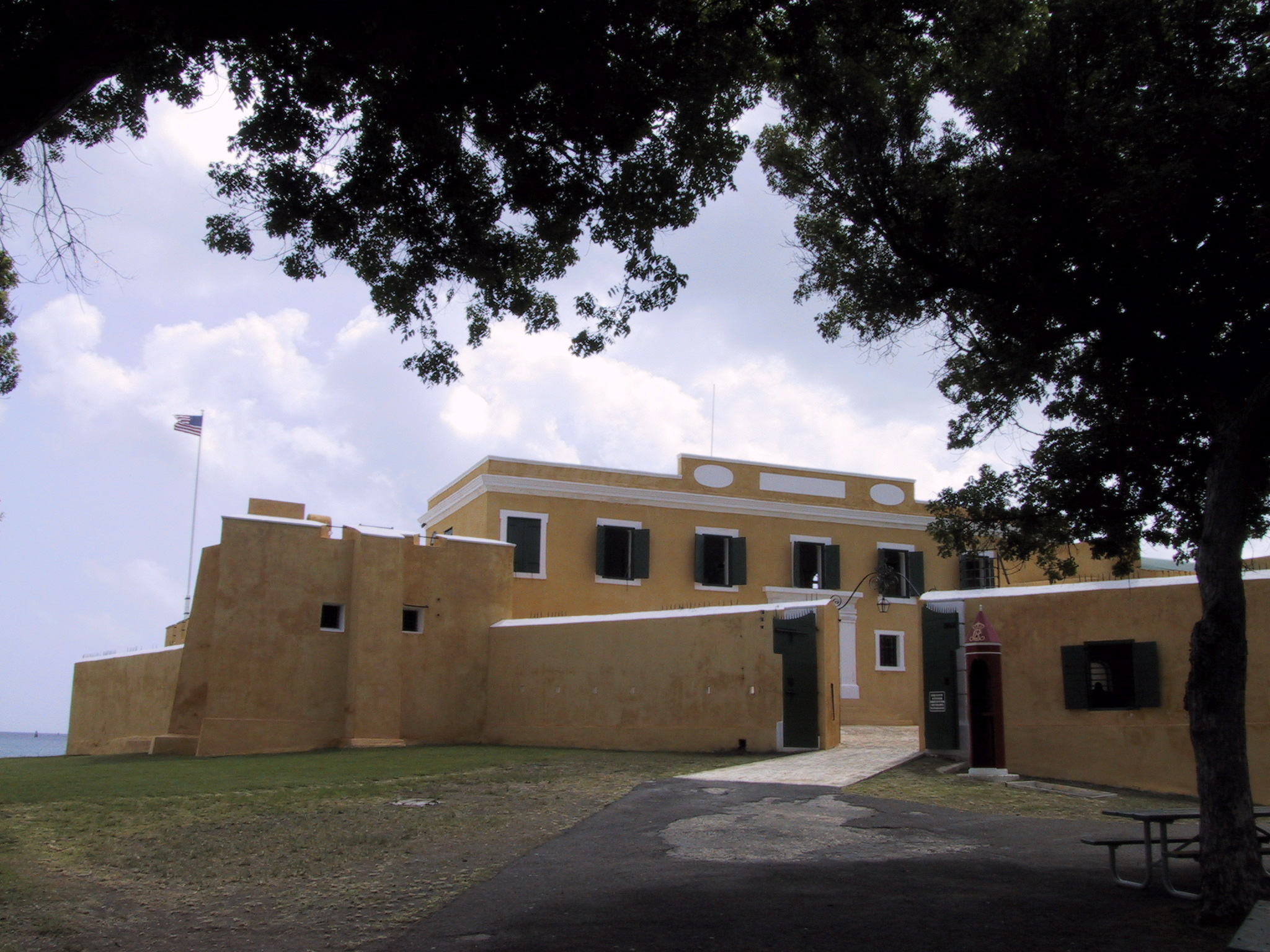
Christiansværn

Christiansværn är det bäst bevarade av de fem återstående danska forten i före detta Danska Västindien, numera  Amerikanska Jungfruöarna. Det ligger i Christiansted på ön Saint Croix. Fortet uppfördes på resterna av det franska fortet Saint Jean från 1645, dessutom användes gul mursten till byggnaderna. Murstenarna hade kommit till ön som ballast i segelfartyg.

## Historia
Fortet påbörjades 1734 och stod färdigt 1749, men utvidgades senare. Det nuvarande fortet är från 1830-talet, då mycket av fortet förstördes av en orkan 1837. Idag är fortet ett välbevarat exempel på 1700-talets militärarkitektur.
Fortet användes fram till 1878 som försvarsverk, och därefter som både polisstation och rättsbyggnad. En övertagandeceremoni i samband med USA:s övertagande av de dansk-västindiska öarna ägde rum på fortet 1917.
1989 medförde Orkanen Hugo stora skador på fortets yttermur, men de har sedan dess restaurerats.
Christiansværn och de omkringliggande byggnaderna, som ingår i Christiansted National Historic Site, är öppet för allmänheten.
2003 var fortet en av inspelningsplatserna för den danska TV-julkalendern Nissernes Ø.